# Kenneth Bainbridge
Kenneth Tompkins Bainbridge (Cooperstown, 27 luglio 1904 – Lexington, 14 luglio 1996) è stato un fisico statunitense dell'Università di Harvard.
Ha svolto attività di ricerca sui ciclotroni. La sua misura accurata delle differenze di massa tra gli isotopi gli ha permesso di confermare il concetto di equivalenza massa-energia introdotto da Albert Einstein. Nell'ambito del progetto Manhattan è stato direttore del test nucleare Trinity, che si è svolto il 16 luglio 1945. Bainbridge descrisse l'esplosione come una "esibizione folle ed imponente".